# Wiking Schlauchboote
Die Wiking Schlauchbootwerft GmbH war ein Hersteller von Schlauchbooten.

## Geschichte der Werft

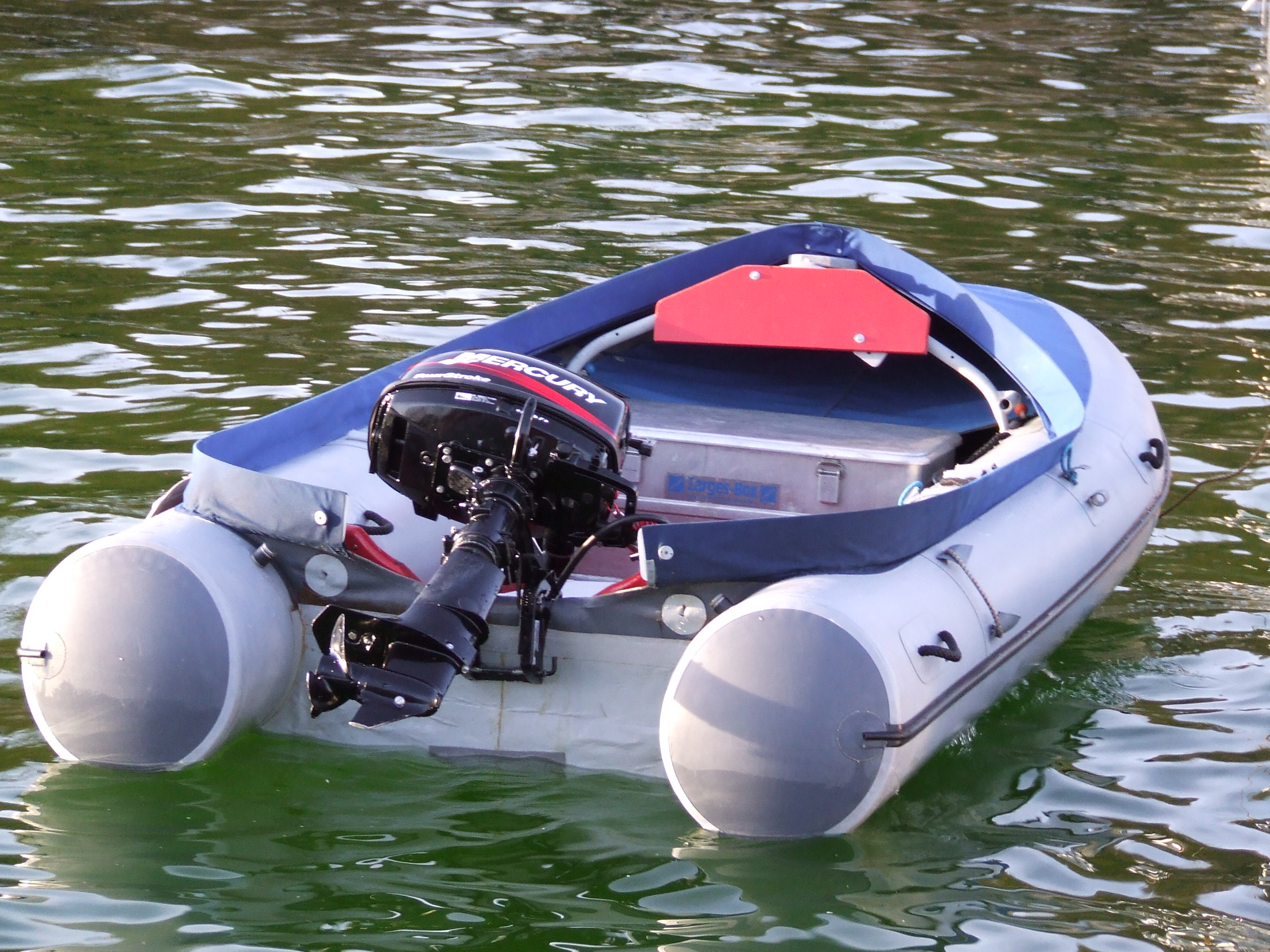
Komet

Die Geschichte der Wiking Schlauchbootwerft begann bereits Anfang der 1950er Jahre mit dem Bau von Schlauchbooten.
Als 1952 die Brüder Otto und Klaus Hanel am Rhein im Wasser waren, meinte Otto zu seinem Bruder, unter ihren Autoreifen könne man einen Boden bauen, dann bräuchte man nicht mehr frieren. Damit war die Idee zum Bootsbau ausgesprochen. Im Holzverarbeitungsbetrieb ihres Vaters haben sie daraufhin einen Traktorreifen zum Schlauchboot umgebaut. Nach diesen ersten Experimenten bauten die Geschwister 1953 ihr erstes Schlauchboot-Serienmodell, und die Bootsherstellung wurde als neuer Betriebszweig in das väterliche Unternehmen eingegliedert. Nach großen Absatzerfolgen wurde 1956 eine eigene Firma unter dem Namen Wiking Schlauchbootwerft Hanel KG eingetragen.
Aus den anfänglichen Paddelbooten des Typs „Standard“, von denen das erste 1953 auf der Weser schwamm, entstand 1954 das motorisierbare Schlauchboot. Im ersten Jahr wurden bereits 200 Stück mit Zündapp-Motoren verkauft. Weiterentwicklungen in den folgenden Jahren sowie 31 angemeldete Patente sorgten für Wachstum der Werft.
1985, auf dem Höhepunkt der Entwicklung, verkauften die Geschwister Otto und Klaus Hanel die Wiking-Werft an zwei langjährige Mitarbeiter. Otto und Klaus Hanel wanderten mit einem neuen Ziel nach Kanada aus. Sie wollten Boote für den US-amerikanischen Markt fertigen, doch diese Idee setzte sich dort nicht durch. Beide Brüder lebten weiter in Kanada und verwirklichten andere Ideen und Leidenschaften. Otto Hanel kam 2000 zurück nach Deutschland, wo er 2004 im Alter von 80 Jahren verstarb. Am 6. Januar 2011 verstarb Klaus Hanel im Alter von 87 Jahren in Ontario/Kanada.
Zwischenzeitlich expandierte die Werft unter der neuen Geschäftsführung weiter, sodass 1988 eine neue Ausstellungshalle gebaut werden musste. Nach weiteren Jahren des Wachstums ging es wirtschaftlich jedoch abwärts, sodass Ende 2000 zum ersten Mal Insolvenz angemeldet werden musste. Trotz zwischenzeitlich neuem Geschäftsinhaber folgte im November 2005 zunächst das Ende der Werft. Ehemalige Mitarbeiter versuchten die Geschäftsaktivitäten weiterzuführen, bis im Jahr 2014 eine neue Geschäftsführerin die Werft übernahm. Am 23. August 2017 wurde die Wiking Schlauchbootwerft GmbH in Hofgeismar aufgrund erneuter Insolvenz endgültig aufgelöst und im Februar 2018 war das alte Werksgebäude abgerissen.
Am 5. April 2019 starb der Maschinenbauingenieur Heinz-Jürgen Prust im Alter von 71 Jahren. Als langjähriger Mitarbeiter war er von 1985 bis 2001 einer der beiden Geschäftsführer. Er war der Konstrukteur fast aller Wiking-Boote und der Inhaber einiger Patentrechte für die Wiking-Schlauchboote.

## Vertrieb / Publikationen
Als 1953 das erste Serienmodell fertig war, wurde nach Händlern gesucht. Da zur damaligen Zeit ein Schlauchboot noch nicht als Sportgerät angesehen war, fand sich kein Vertriebspartner.
Kurzentschlossen wurde der Direktvertrieb ab Werft durchgeführt und war bis zum Schluss der einzige Vertriebsweg.
Später gab es einige Vertretungen in Deutschland und auch im Ausland (Schweiz, Griechenland, Niederlande, Österreich, Kanada und USA).
Die Hauszeitung der Wiking-Werft Wiking-Ahoi ging 1964 unter der Schriftleitung von Werner Lange zum ersten Mal in Druck. Sie sollte als Kontaktpflege der Kunden dienen und den Kontakt der Sportbootfahrer innerhalb der Wiking-Gemeinde, welche zu damaliger Zeit bereits mit Zehntausenden beziffert wurde, vertiefen.
Diese jährliche Hauszeitung wurde an Wiking-Kunden kostenlos verschickt, bereits die erste Ausgabe hatte eine Auflage von 30.000 Stück. Aufgrund der gestiegenen Kosten und (Zitat aus Ahoi Nr. 30) „einer zu geringen Zahl der Einzahler auf freiwilliger Basis“ erschien 1992 die letzte Ausgabe von Wiking-Ahoi. Die noch verfügbaren Zeitungen sind mittlerweile begehrte Sammlerstücke unter den Fans der Wiking-Schlauchbootfahrer geworden.
Im Frühjahr 2005 erschien noch die Ausgabe 32 unter der Federführung des Wiking-Schlauchbootclub e.V. von 2004.

## Modellpalette der Schlauchboote
Das Modell Wega 480 gibt es sowohl mit als auch ohne Vorderdeck
| Modell             | Länge × Breite  | SchlauchØ | Gewicht | Max. PS  | Bj.       | Bemerkung |
| ------------------ | --------------- | --------- | ------- | -------- | --------- | --- |
| Standard           | 350 × 102 cm    | 30 cm     | 29 kg   | 3 PS     | 1953–1977 | Erstes offizielles Verdränger-Schlauchboot der Werft (noch ohne Heckspiegel). Die ersten 50 wurden mit Plastikschlauch gefertigt, ab 1954 mit Gummigewebe und motorisierbar, ab 1956 mit schlankem Bug und verstärktem Rundheck, ab 1957 mit stumpfer Heckflosse und V-förmigen Luftkiel |
| Komet              | 390 × 145 cm    | 40 cm     | 75 kg   | 40 PS    | 1955–1970 | Spitztüten und spitzer Bug, V-Boden, damals größtes Boot |
| Planet             | 350 × 125 cm    | 35 cm     | 62 kg   | 10-18 PS | 1961–1969 | Spitztüten und spitzer Bug, erster V-Boden, lange Heckflossen |
| Standard Heck60    | 370 × 120 cm    | 35 cm     | 47 kg   | 10 PS    | 1960–1970 | Flachbodenboot mit Gabelheck, Gleitboot |
| Standard Heck61    | 375 × 135 cm    | 40 cm     | 62 kg   | 20 PS    | 1961–1970 | erster Geschwindigkeitsrekord (50,92 km/h, 18 PS, Frankreich 1963), ab 1964 mit Radsteuerung |
| Planet70           | 320 × 160 cm    | 40 cm     | 50 kg   | 25 PS    | 1970–1972 | Spitztüten und spitzer Bug, V-Boden |
| Planet73           | 345 × 160 cm    | 40 cm     | 60 kg   | 25 PS    | 1973–1978 | |
| Minor              | 285 × 154 cm    | 41 cm     | 49 kg   | 10 PS    |           | 3-fach Trevira/Synotex |
| Komet              | 390 × 155 cm    | 40 cm     |         | 40 PS    | 1971–1976 | Spitztüten und stumpfer, breiter Bug |
| Komet GT           | 410 × 170 cm    | 40 cm     |         | 50 PS    | 1972–1976 | |
| Komet GTS          | 410 × 180 cm    | 45 cm     | 105 kg  | 60 PS    |           | |
| Komet 340          | 340 × 152 cm    |           |         | 40 PS    | 1982-..   | Speedheck und stumpfer, breiter Bug, V-Boden |
| Freiboot 6         | 345 × 165 cm    | 45 cm     | 28 kg   | 6 PS     | 1977-...  | Speedheck, dreifache Bootshaut, Sperrholz-Plattenbooten 8 mm. Auch lieferbar mit fünffacher Bootshaut, dann 12 mm Bodenplatten und Gewicht von 45 kg. |
| Freiboot 6         | 325 × 150 cm    | 41 cm     | 40 kg   | 6 PS     | 1978-..   | Speedheck, dreifache Bootshaut, Bodenplatten 12 mm |
| Freiboot 4         | 280 × 135 cm    | 36 cm     | 28 kg   | 4 PS     | 1979-..   | Speedheck, Flachboden |
| Freiboot 2,5       | 250 × 135 cm    |           | 28 kg   | 4 PS     |           | |
| Freiboot Dingi 2,5 | 250 × 135 cm    |           | 28 kg   | 4 PS     |           | |
| Sirius S           | 285 × 135 cm    |           | 33 kg   | 6 PS     |           | |
| Sputnik 315        | 315 × 153 cm    |           | 67 kg   | 20 PS    |           | |
| Oktant             | 325 × 150 cm    | 41 cm     | 43 kg   | 10 PS    | 1987-...  | 3-fach Trevira/Synotex |
| Libra              | 325 × 165 cm    | 41 cm     | 59 kg   | 25 PS    | 1991-..   | PVC Bootshaut |
| Cat 3,8            | 380 × 168 cm    | 45 cm     | 55 kg   | 10 PS    | 1971-..   | |
| Planet 15          | 350 × 158 cm    | 41 cm     | 62 kg   | 15 PS    | 1982–1985 | Dreifache Bootshaut, V-Plattenboden, Bugkanzel aus Plexiglas |
| Planet 20          | 350 × 158 cm    | 41 cm     | 62 kg   | 20 PS    | 1986–1991 | |
| Komet Camp         | 350 × 152 cm    | 40 cm     | 70 kg   | 40 PS    | 1981-..   | Komet ohne Verdeck vorne, abgelöst von Taucherboot. 3- und 5-fach Trevira/Hypalon |
| Taucherboot        | 380 × 170 cm    | 40 cm     | 79 kg   | 45 PS    |           | |
| Komet              | 350 × 152 cm    | 40 cm     | 72 kg   | 40 PS    | 1977-..   | 3- und 5-fach Trevira/Hypalon |
| Orion 350          | 350 × 170 cm    | 40 cm     | 82 kg   | 30 PS    |           | Komet mit GFK-Festrumpf |
| Saturn             | 380 × 152 cm    | 40 cm     | 85 kg   | 40 PS    | 1984-..   | 3- und 5-fach Trevita/Hypalon. Abgelöst durch Draco 380. |
| Draco 380          | 380 × 170 cm    | 40 cm     | 86 kg   | 45 PS    |           | |
| Draco 410          | 410 × 190 cm    | 45 cm     | 111 kg  | 45 PS    |           | in Kurz- u. Langschaftausführung, auch als Offshore angeboten |
| Saturn FR          | 380 × 152 cm    | 40 cm     | 85 kg   | 45 PS    |           | Saturn mit GFK-Festrumpf, abgelöst durch Dorado 380 |
| RTB I 360          | 360 cm × 162 cm | 41 cm     | 38 kg   |          |           | Arbeitsboot/Rettungsboot, PVC-Gewebe |
| RTB DL 400         | 400 × 204 cm    |           | 89 kg   | 45 PS    |           | Arbeitsboot/Rettungsboot, PVC-Gewebe |
| RTB II 460         | 460 cm × 204 cm | 52 kg     | 92 kg   | 40 PS    |           | Arbeitsboot/Rettungsboot, PVC-Gewebe |
| Dorado 380         | 380 × 170 cm    | 40 cm     | 110 kg  | 45 PS    |           | Nachfolger des Saturn, ebenfalls mit GFK-Festrumpf |
| GTS Taucherboot    | 420 × 180 cm    | 40 cm     | 98 kg   | 70 PS    | 1982-..   | Komet GTS vorne offen |
| Komet GTS          | 410 × 180 cm    | 45 cm     | 105 kg  | 60 PS    | 1978-..   | |
| Seetörn            | 410 × 180 cm    | 45 cm     | 141 kg  | 70 PS    | 1980-..   | 5-fach Hypalon, Reißverschluss im Vordeck, Spider-Rahmen als Serienausstattung |
| Seetörn FR         | 410 × 190 cm    | 45 cm     | 148 kg  | 75 PS    |           | Seetörn mit GFK-Festrumpf, abgelöst durch Merkur 410 |
| Merkur 410         | 410 × 190 cm    | 45 cm     | 130 kg  | 70 PS    |           | |
| Meteor 460         | 460 × 210 cm    | 53 cm     | 174 kg  | 90 PS    | 1986-...  | abgelöst durch Wega 480 |
| Wega 480           | 480 × 230 cm    | 53 cm     | 272 kg  | 105 PS   |           | |
| Herkules 700       | 710 × 250 cm    |           | 440 kg  | 200 PS   |           | offshore |
| Wotan TDI 570      | 570 × 238 cm    | 61 cm     | 735 kg  | 150 PS   | *.wmv     | VW Marine, Z-drive Bravo 1, offshore |
| Titan 570          | 570 × 238 cm    | 61 cm     | 370 kg  | 136 PS   |           | Versionen mit Innenbord und Aussenbordmotoren teilweise bis 205 PS zugelassen |

## Innovationen / Besonderheiten
V-Plattenboden
Der zerlegbare V-Plattenboden aus 12-mm-Spezial-Bootssperrholz brachte eine erhöhte Sicherheit und Verbesserung der Fahreigenschaften mit sich. Da diese Boote komplett zerlegbar waren, konnten diese auch ohne Trailer bequem im Kofferraum transportiert werden.
Speed-Heck
Seit 1977 wurden die Boote mit dem patentierten Speed-Heck gebaut. Die spitzen Heckkegel wurden durch einen geraden Abschluss der Heckschläuche ersetzt. Dies verlängerte die Wasserlinie, dadurch konnte der Heckspiegel weiter nach hinten verlegt werden was zu einer Vergrößerung des Innenraumes führte. Mehr Auftrieb, besserer Abriss der Wasserkante sowie bessere Fahreigenschaften waren ebenso ein Effekt dieser Erfindung.
Spider-Rahmen
Optionale, bei manchen Modellen serienmäßige Profilleisten aus Stahl die mit dem V-Boden verschraubt wurden. Damit konnte die Antriebskraft und Torsion besser in den Boden geleitet und somit ein Verwinden des Bootes vermieden bzw. verringert werden.
Adrianboden
Platten, die horizontal auf den V-Platten befestigt wurden um eine ebene Stehfläche in dem Boot zu erhalten.
Klebenähte
Durch handwerkliches Geschick und teilweise jahrzehntelange Erfahrung der Mitarbeiter wurden die von Hand zugeschnittenen Gewebeteile an den Schnittkanten aufgeraut und angeschrägt.
Die Modelle aus Hypalon wurden mit kaltvulkanisierten Nähten hergestellt. Durch dieses Verfahren wurden eine Luftdichtigkeit über mehrere Monate erreicht und die Haltbarkeit der Nähte verbessert. Dies ist der Grund dafür, dass Modelle die vor 30 Jahren gefertigt wurden, bis heute immer noch sehr gut die Luft halten.
Bootshaut (werfteigene Beschichtungsmethode)
Bei Modellen (außer Planet, Cat, Oktant, Sirius u. Freiboot) bis 40 PS, besteht die Bootshaut aus Dreifachhaut. Zwischen zwei Lagen Kunstkautschuk (Neopren) wurde eine Lage Treviragewebe (Trevira – glasfaserverstärktes Gewebe auf Polyesterbasis) eingebettet. Die Außenseite wurde zusätzlich mit Hypalon beschichtet, um eine gute Alterungsbeständigkeit zu erreichen.
Modelle über 40 PS bestehen aus Fünffachhaut. Hier sind zwei Lagen Treviragewebe in drei Lagen Neoprene eingebettet. Außenbeschichtung ebenfalls mit Hypalon.
Modelle Planet, Cat, Oktant, Sirius und Freiboot wurden aus Synotex und thermogeschweißten Nähten hergestellt. Synotex ist ein Kunstwort und Handelsname für ein leichtes, hochwertiges, auf PVC Basis beschichtetes Treviragewebe. Es wurde von der Wiking Schlauchboote|Wiking Schlauchbootwerft in Zusammenarbeit mit der Firma Haku entwickelt.
Besegelung
Es gab Besegelungen für Standard, Cat 380, Planet70, Komet, Komet GT, Komet GTS, Saturn und Seetörn.

## Rennsport / Touren / Reisen
Sportliche Erfolge
1986: Deutschlandcup für Schlauchboote mit Serienmotor bis 850 cm³ Hubraum
1. Platz Norbert Klode (Wiking)
2. Platz Heiner Tjarks (Wiking)
3. Platz Ekkehard Kaplan (Wiking)

1986: ADAC Motorrennen
1. Platz Ekkehard Kaplan (Wiking)

1990: Deutsche Meisterschaft Schlauchbootklasse bis 850 cm³
1. Platz Helmut Thiel (Wiking Seetörn, OMC)
2. Platz Norbert Klode (Wiking)

1991: Deutsche Meisterschaft Schlauchbootklasse bis 850 cm³
1. Platz Helmut Thiel (Wiking Seetörn, OMC)
2. Platz Norbert Klode (Wiking)

2008: Liquid Quartermile Interboot Friedrichshafen Klasse 7 - 61–100 PS
1. Platz Martin Kiesecker (Wiking Wega, Mercury 90 PS ) Zeit: 22,00 sek

2009: Liquid Quartermile Interboot Friedrichshafen Klasse 7 - 61–100 PS
1. Platz Martin Kiesecker (Wiking Wega, Mercury 90 PS )

2009: Liquid Quartermile Interboot Friedrichshafen Klasse 8 - 0–60 PS
1. Platz André Dieckmeyer (Wiking Meteor 460, Yamaha 60 PS ) Zeit: 31,66 sek

2010: Liquid Quartermile Interboot Friedrichshafen Klasse 7 - 61–100 PS
1. Platz Martin Kiesecker (Wiking Wega, Mercury 90 PS ) Zeit: 22,63

2010: Liquid Quartermile Interboot Friedrichshafen Klasse 8 - 0–60 PS
1. Platz André Dieckmeyer (Wiking Meteor 460, Yamaha 60 PS ) Zeit: 27,18 sek

Touren/Reisen
1961:
Anfang Juni 1961 umfuhr ein Wiking-Schlauchboot vom Typ „Komet“ (bereits zum zweiten Male) Sizilien. Das mit einem 18-PS-Johnson-Motor ausgerüstete Boot, mit den Journalisten Werner Lange und Lebrecht Knipping als Team, startete auf den Äolischen Inseln und umrundete die Insel im Uhrzeigersinn. Die 1200 km wurden bei teilweise stürmischem Wetter in 8 Tagen zurückgelegt.
1979:
Fahrt von Lebrecht Knipping mit einem Schlauchboot Modell Seetörn von Venedig nach Port Said/Ägypten, 1776 Seemeilen in 16 Tagen!
Eintrag ins Guinness-Buch der Rekorde: meistgefahrene km mit einem Wiking Schlauchboot
In 34 Jahren legte Knipping insgesamt gut 114.000 km in knapp 4.000 Stunden zurück. Unterwegs traf er auf hoher See berühmte Zeitgenossen seiner Zeit, unter anderem auch den Meeresforscher Jacques Cousteau (1910–1997), dessen Autogramm auch das Logbuch Knippings ziert. Die außerordentlichen Leistungen reichten aus, um den gelernten Kaufmann aus Altena ins GUINNESS-Buch der Rekorde, Jahrgang 1993, einzutragen.
1994:
Im Frühjahr fuhren Bodo Müller und Henryk Wolski als erste Westeuropäer auf einer alten Wikinger-Route von der Ostsee zum Schwarzen Meer. Die 2500 km weite Schlauchboot-Reise über Flüsse, durch Sümpfe und reißende Ströme wurde im TV-Film Der wilde Osten dokumentiert. Der Zweiteiler lief im MDR. Von derselben Expedition erschien das Buch Unternehmen Wiking im Ullstein Verlag.

## Fanclub
Am 11. Januar 2004 hat sich der eingetragene Verein WIKING-Schlauchbootclub e.V. gegründet mit heute 75 Mitgliedern und 37 Wiking-Schlauchbooten. Hier finden jedes Jahr mehrere gemeinsame Bootsausfahrten statt.